# Допрос с пристрастием

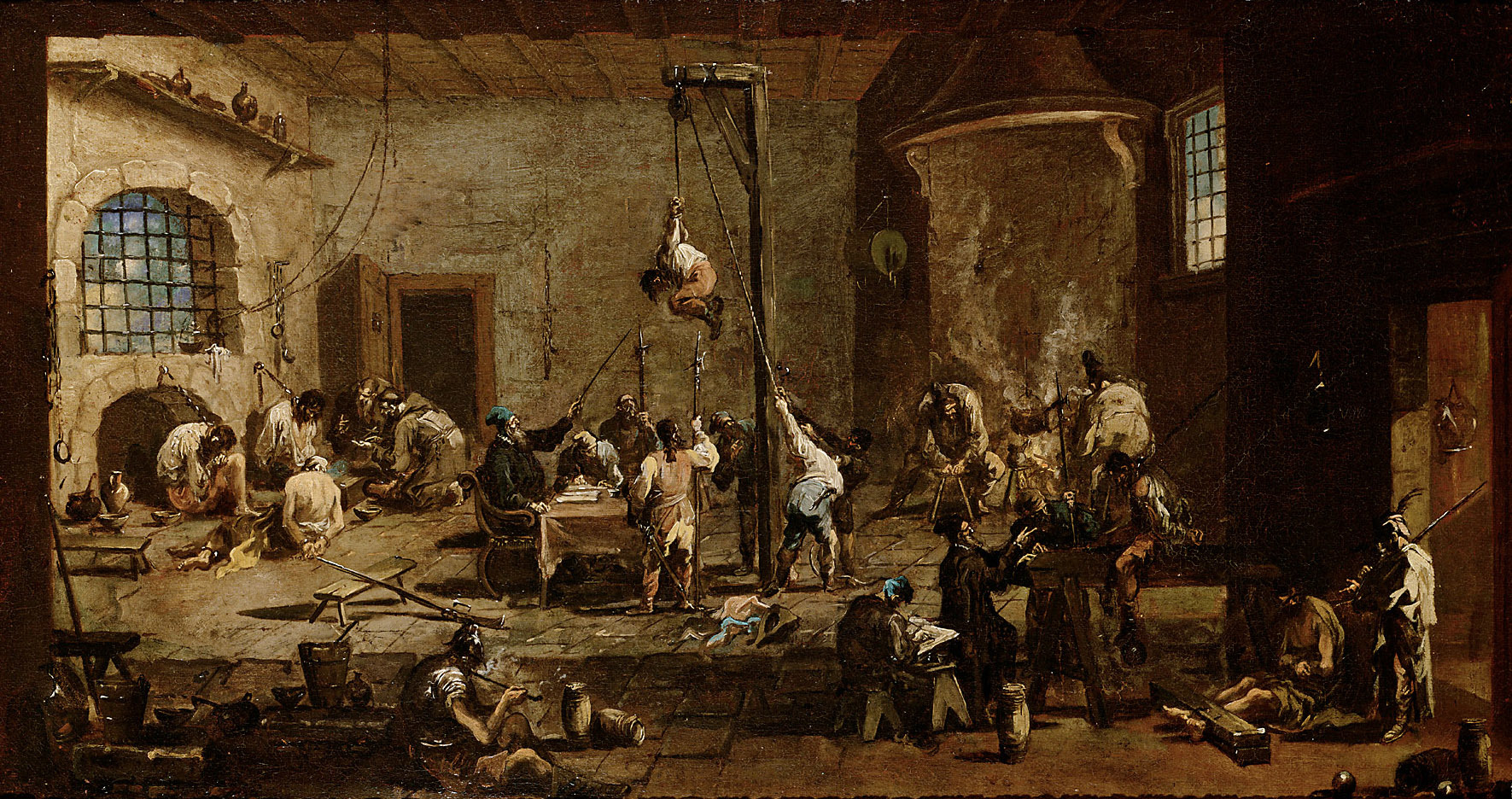
Алессандро Маньяско, Картина «Допрос в тюрьме», 1710

Допрос с пристрастием — дознавательные мероприятия, при проведении которых используется физическое, эмоциональное или психологическое давление на допрашиваемого. В американской гражданской системе правосудия известен также под названием «допрос третьей степени» (англ. third degree). 
В отдельных случаях применение допросов с пристрастием санкционируется государственными институтами даже несмотря на явное противоречие Конвенции ООН против пыток (см. например использование в ЦРУ так называемых «расширенных методик допроса» при администрации Джорджа Буша). 

## Специфика силовых методов дознания
Специалисты по дознанию рекомендуют перед тем, как приступить к получению информации от допрашиваемого, привести его в «соответствующее состояние», обрабатывая таким образом, чтобы вызвать чувство беззащитности, страха или психологического дискомфорта. Этому способствует резкая манера общения, повышенный тон, ругань, унижения и угрозы.

<…>
Отсутствие физических следов пытки не должно толковаться как отсутствие пытки как таковой, по той причине, что многие методы насилия зачастую не оставляют следов или шрамов.
<…>
— 
В правовой практике в силу условностей современной судебной системы при выборе средств воздействия на допрашиваемого отдается предпочтение методам, не оставляющим явных следов применения насилия на теле. Таковыми могут быть: лишение сна, пытка водой, пытка неудобной позой, сенсорная депривация и т. д.
Подробное описание значительной части методов воздействия дано, например, в прикладных руководствах ЦРУ по проведению допросов.

## Интересные факты
- В обиходной речи военнослужащих некоторых стран СНГ практика оперативного выбивания нужных сведений из «свежезахваченных» пленных чаще всего носит название экспресс-допроса или форсированного допроса[9].
- Американский историк профессор Альфред Мак-Кой[англ.] в своей книге «Вопрос пытки: допросы в ЦРУ со времен Холодной войны вплоть до Войны с террором» прямо указывает, что ЦРУ является непосредственным наследником дознавательных методик КГБ и гестапо[10].
- В 1931 году назначенная президентом США Гувером национальная комиссия под руководством Джорджа Уикерсхема подготовила отчёт об использовании американскими правоохранительными органами силовых методов дознания в процессе следствия. Одним из выводов отчёта было заключение, что данная практика является широко распространённой на всей территории США[11].